# Shelly Cole
Shelly Cole (nascida em 22 de agosto de 1975) é uma atriz estadunidense que estrelou nos filmes Prey for Rock & Roll e Art School Confidential. Ela também fez várias aparições em programas de televisão, como a personagem recorrente Madeline Lynn em Gilmore Girls.

## Filmografia
| Ano       | Nome                          | Personagens          | Notas                                     |
| --------- | ----------------------------- | -------------------- | ----------------------------------------- |
| 2000      | The Theory of Everything      | Janice               | Filme de TV                               |
| 2000      | The Princess & the Barrio Boy | Homeless Girl        | Filme de TV                               |
| 2000-2004 | Gilmore Girls                 | Madeline Lynn        | 33 Episódios                              |
| 2000      | Boston Public                 | Susan                | 1 Episódio                                |
| 2001      | Boston Public                 | Susan                | 1 Episódio                                |
| 2001      | The Guardian                  | April Evans          | Episódio: "Lolita?"                       |
| 2001      | ER                            | Laura Avery          | Episódio: "Supplies and Demands"          |
| 2002      | NYPD Blue                     | Baby Doll            | Episódio: "Safari, So Good"               |
| 2002      | BraceFace Brandi              | Christina            | Curta Metragem                            |
| 2003      | Prey for Rock & Roll          | Sally                |                                           |
| 2003      | 8 Simple Rules                | Christina            | Episódio: "Kerry's Big Adventure"         |
| 2004      | The Men's Room                | Charlotte            | 4 Episódios                               |
| 2004      | Strong Medicine               | Gina Perry           | Episódio: "Life in the Balance"           |
| 2005      | Joan of Arcadia               | Punk Girl God        | Episódio: "Common Thread"                 |
| 2005      | Without a Trace               | Nicki Tyler          | Episódio: "From the Ashes"                |
| 2006      | Cold Case                     | May Pierson          | Episódio: "8 Years"                       |
| 2006      | Art School Confidential       | Filthy-Haired Girl   |                                           |
| 2006      | CSI: NY                       | Elva                 | Episódio: "Stuck on You"                  |
| 2007      | NCIS                          | Bernadette Watkins   | Episódio: "Angel of Death"                |
| 2007      | Criminal Minds                | Anna                 | 1 Episódio                                |
| 2008      | The Village Barbershop        | Gloria MacIntyre     |                                           |
| 2009      | Dark House                    | Lily                 |                                           |
| 2009      | Monk                          | Edie Kazarinski      | Episódio: "Mr. Monk and the End: Parte 1" |
| 2010      | House MD                      | Enfermeira Maldonado | Episódio: "Lockdown"                      |
| 2010      | How to Make Love to a Woman   | Rose                 |                                           |
| 2010      | Metronome                     | Ann                  | Curta Metragem                            |
| 2011      | Level Seven                   | Selina               | Pré-produção                              |

### Ligações Externas
- Shelly Cole. no IMDb.